# 나가타키촌 (오사카부)
나가타키촌(일본어: 長滝村)은 일본 오사카부 히네군·센난군에 설치되었던 촌이다. 현재의 이즈미사노시에 해당한다.